# Antoine Boulay de la Meurthe
Antoine Jacques Claude Joseph Boulay de la Meurthe, född 19 februari 1761, död 4 februari 1840, var en fransk politiker. Han var far till Henri och François Joseph Boulay de la Meurthe samt morfar till Alphonse Chodron de Courcel.
Boulay de la Meurthe ägnade sig först åt advokatverksamhet, men tog som frivillig 1792 värvning i franska armén och avancerade till kapten. År V (1797) invaldes han i de femhundrades råd, där han inom kort kom att spela en av de mest framträdande rollerna som ledare för kammarens moderata majoritetsparti. Han var anhängare till statskuppen 18 fructidor, varigenom rojalisterna utrensades. När direktoriets ställning undergrävts, var det han, som framtvingade de mest impopulära direktorerna Philippe-Antoine Merlin de Douai och Louis Marie de La Révellière-Lépeauxs avgång. Senare lierade han sig med bland andra Napoleon Bonaparte och Emmanuel Joseph Sieyès till att helt omkullkasta den bestående författningen, tog del i statskuppen 18 brumaire och blev under konsulatet och kejsardömet en av Bonapartes dugligaste ämbetsmän. Bland annat var han ordförande för statsrådets sektion för lagfrågor. Sina senare år tillbringade han borta från all offentlig verksamhet.